# Phuket (wyspa)
Phuket (taj. ภูเก็ต, Ko Phuket) – prowincja i największa wyspa Tajlandii, położona na Morzu Andamańskim przy zachodnim wybrzeżu Półwyspu Malajskiego. Największym miastem i stolicą prowincji jest miasto Phuket. Powierzchnia wyspy wynosi 542 km², a zamieszkuje ją 287,6 tys. mieszkańców (2004).

## Geografia i turystyka
Wnętrze wyspy jest górzyste, z najwyższym wzniesieniem sięgającym 529 m n.p.m., pokryte lasami. Na zachodnim wybrzeżu znajdują się piaszczyste plaże, z których najbardziej znana jest Patong, ważny ośrodek turystyczny, tłumnie odwiedzany przez Europejczyków, szczególnie zimą.
Od XVI wieku podstawowym źródłem dochodów wyspy było wydobycie cyny, które jednak straciło na znaczeniu wraz ze spadkiem cen na rynkach światowych. Obecnie podstawą gospodarki wyspy Phuket są plantacje kauczukowca oraz turystyka (w 2023 funkcjonowało 3.000 hoteli z 200.000 miejsc). 
Tsunami, które wywołane zostało przez bardzo silne trzęsienie ziemi na Oceanie Indyjskim 26 grudnia 2004, zniszczyło w znacznym stopniu infrastrukturę turystyczną na wybrzeżu wyspy, powodując śmierć kilkuset osób, w tym wielu zagranicznych turystów. Tajowie, dla których turystyka jest głównym źródłem dochodu, szybko odbudowali zniszczoną zabudowę. Według Tourism Review do 2023 liczba turystów na wyspie rosła, a głównym rynkiem źródłowym są Chiny, następnie zaś Rosja i Australia. W 2023 odzyskano 70% liczby odwiedzających sprzed pandemii COVID-19 (6 milionów gości krajowych i zagranicznych). Przychody z turystyki osiągnęły w tym czasie około 5 miliardów euro.

## Lotnisko
Głównym, o ile nie powszechnym, portem wstępu na wyspę Phuket jest jej bardzo dobrze bezpośrednio skomunikowany międzynarodowo i krajowo port lotniczy Phuket, obsługujący 3 miliony pasażerów rocznie, położony w północnej części wyspy, 32 km od centrum miasta Phuket.